# Цикламен персидский
Цикламен персидский (лат. Cyclamen persicum, также альпийская фиалка, дряква или свиной хлеб) — вид растений рода Цикламен (Cyclamen) семейства Мирсиновые (Myrsinaceae), иногда относится к семейству Первоцветные (Primulaceae).
Научное название растения происходит от формы клубней — по-гречески «κυκλος» — «круг».

## Ботаническое описание

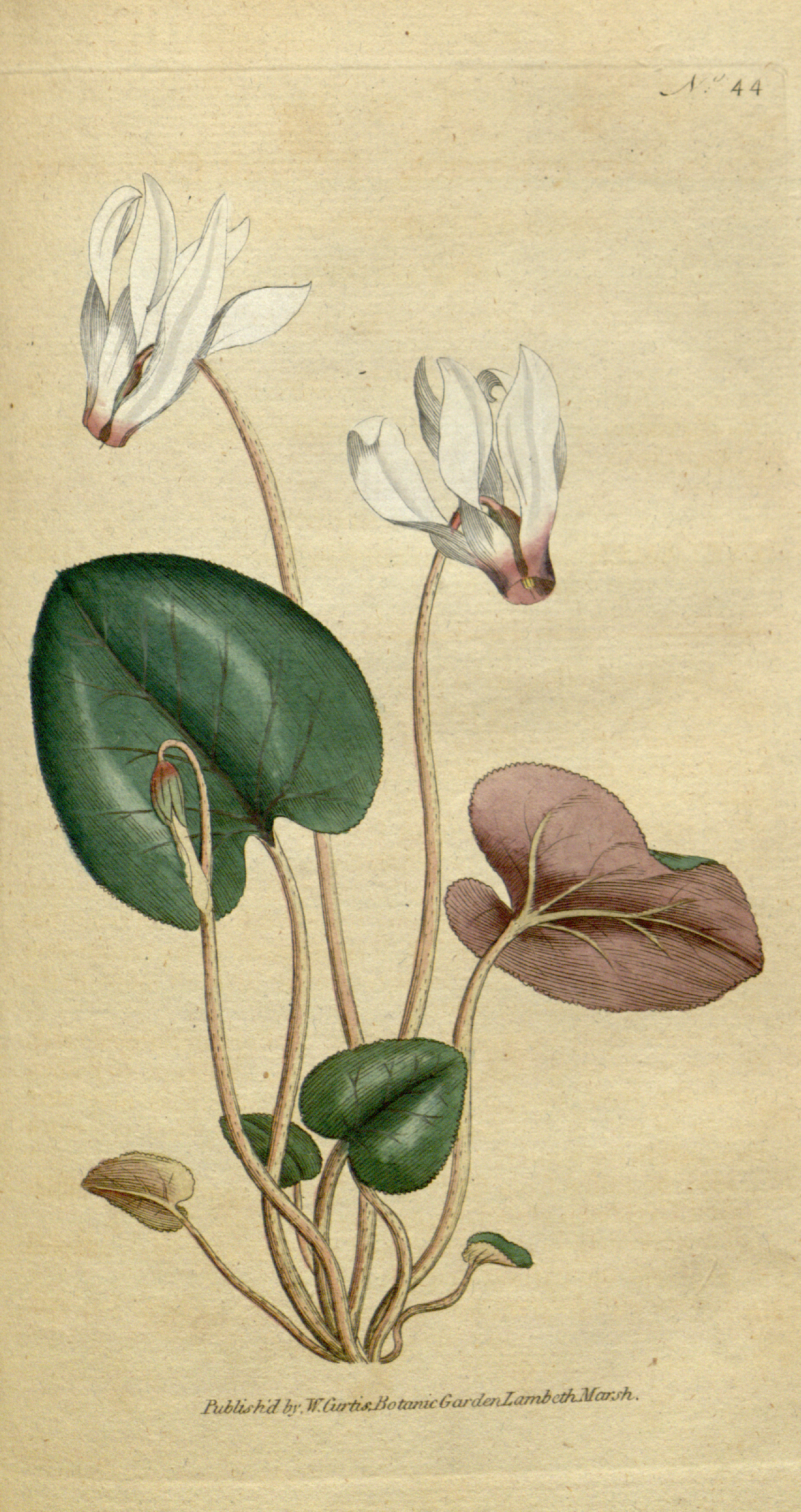
Цикламен персидский.
Ботаническая иллюстрация из «The Botanical Magazine» Уильяма Кёртиса, 1788.

Цикламен персидский — многолетнее, травянистое, клубнекорневое растение, высотой около 30 см. Клубни плоско-округлой формы, до 15 см в диаметре, имеют несколько точек роста.
Листья прикорневые, кожистые, сердцевидные, светло- или тёмно-зелёные с серебристым рисунком, до 14 см в диаметре, расположены на длинных красновато-коричневых черешках.
Цветки обоеполые, радиальные, пятилепестковые, нижний лепесток отогнут назад; растут на длинных, 15—20 см, цветоносах, по форме напоминает бабочку. Лепестки заострённые, изогнутые назад, иногда бахромчатые, длиной около 5 см. Цветовая гамма от белого и розового до темно-красного, бордового и фиолетового.
Плод — коробочка с мелкими семенами.

## Распространение и экология
Родина — Центральная Европа, Средиземноморье, Малая Азия, Иран.
Цикламены предпочитают хорошо дренированные почвы, обогащённые органическими веществами (верховой торф).

## Применение
В народной медицине со времён Гиппократа и по наши дни цикламенами лечат многие болезни. Древнейшие врачи использовали цикламен при ревматизме, гайморите, при укусах ядовитых змей. Используется в гомеопатии (при заболеваниях центральной нервной системы, женских половых органов, носа, глаз).
В Древнем Риме цикламены высаживали вместе с нарциссами и фиалками на участках и в доме.

## Классификация
Цикламен персидский входит в род Цикламен (Cyclamen) семейства Мирсиновые (Myrsinaceae), иногда включается в семейство Первоцветные (Primulaceae).

### Таксономия
|  |                                                                              |                        |                        |                        |                                                                        |                        |                        |                        | |                        |                        |  | |  |  |  |
|  | отдел Цветковые, или Покрытосеменные (классификация согласно Системе APG II) |                        |                        |                        |                                                                        |                        |                        |                        | |                        |                        |  | |  |  |  |
|  |                                                                              |                        |                        |                        |                                                                        |                        |                        |                        | |                        |                        |  | |  |  |  |
|  | порядок Верескоцветные                                                       | порядок Верескоцветные | порядок Верескоцветные | порядок Верескоцветные | порядок Верескоцветные                                                 | порядок Верескоцветные | порядок Верескоцветные | порядок Верескоцветные | порядок Верескоцветные                                                                               | порядок Верескоцветные | порядок Верескоцветные |  | ещё 44 порядка цветковых растений, в том числе Гераниецветные, Кизилоцветные, Кроссосомоцветные и Миртоцветные |  |  |  |
|  |                                                                              |                        |                        |                        |                                                                        |                        |                        |                        | |                        |                        |  | ещё 44 порядка цветковых растений, в том числе Гераниецветные, Кизилоцветные, Кроссосомоцветные и Миртоцветные |  |  |  |
|  | семейство Мирсиновые                                                         | семейство Мирсиновые   | семейство Мирсиновые   | семейство Мирсиновые   | семейство Мирсиновые                                                   | семейство Мирсиновые   | семейство Мирсиновые   |                        | ещё 25 семейств, в том числе Актинидиевые, Бальзаминовые, Первоцветные, Сапотовые, Чайные и Эбеновые |                        |                        |  | ещё 44 порядка цветковых растений, в том числе Гераниецветные, Кизилоцветные, Кроссосомоцветные и Миртоцветные |  |  |  |
|  |                                                                              |                        |                        |                        |                                                                        |                        |                        |                        | ещё 25 семейств, в том числе Актинидиевые, Бальзаминовые, Первоцветные, Сапотовые, Чайные и Эбеновые |                        |                        |  | ещё 44 порядка цветковых растений, в том числе Гераниецветные, Кизилоцветные, Кроссосомоцветные и Миртоцветные |  |  |  |
|  | род Цикламен                                                                 | род Цикламен           | род Цикламен           |                        | еще около 40 родов, в том числе Ардизия, Glaux, Lysimachia, Trientalis |                        |                        |                        | ещё 25 семейств, в том числе Актинидиевые, Бальзаминовые, Первоцветные, Сапотовые, Чайные и Эбеновые |                        |                        |  | ещё 44 порядка цветковых растений, в том числе Гераниецветные, Кизилоцветные, Кроссосомоцветные и Миртоцветные |  |  |  |
|  |                                                                              |                        |                        |                        | еще около 40 родов, в том числе Ардизия, Glaux, Lysimachia, Trientalis |                        |                        |                        | ещё 25 семейств, в том числе Актинидиевые, Бальзаминовые, Первоцветные, Сапотовые, Чайные и Эбеновые |                        |                        |  | ещё 44 порядка цветковых растений, в том числе Гераниецветные, Кизилоцветные, Кроссосомоцветные и Миртоцветные |  |  |  |
|  | около 50 видов, в том числе Цикламен персидский                              |                        |                        |                        | еще около 40 родов, в том числе Ардизия, Glaux, Lysimachia, Trientalis |                        |                        |                        | ещё 25 семейств, в том числе Актинидиевые, Бальзаминовые, Первоцветные, Сапотовые, Чайные и Эбеновые |                        |                        |  | ещё 44 порядка цветковых растений, в том числе Гераниецветные, Кизилоцветные, Кроссосомоцветные и Миртоцветные |  |  |  |
|  |                                                                              |                        |                        |                        | еще около 40 родов, в том числе Ардизия, Glaux, Lysimachia, Trientalis |                        |                        |                        | ещё 25 семейств, в том числе Актинидиевые, Бальзаминовые, Первоцветные, Сапотовые, Чайные и Эбеновые |                        |                        |  | ещё 44 порядка цветковых растений, в том числе Гераниецветные, Кизилоцветные, Кроссосомоцветные и Миртоцветные |  |  |  |
|  |                                                                              |                        |                        |                        |                                                                        |                        |                        |                        | ещё 25 семейств, в том числе Актинидиевые, Бальзаминовые, Первоцветные, Сапотовые, Чайные и Эбеновые |                        |                        |  | ещё 44 порядка цветковых растений, в том числе Гераниецветные, Кизилоцветные, Кроссосомоцветные и Миртоцветные |  |  |  |
|  |                                                                              |                        |                        |                        |                                                                        |                        |                        |                        | |                        |                        |  | ещё 44 порядка цветковых растений, в том числе Гераниецветные, Кизилоцветные, Кроссосомоцветные и Миртоцветные |  |  |  |
|  |                                                                              |                        |                        |                        |                                                                        |                        |                        |                        | |                        |                        |  | |  |  |  |
|  |                                                                              |                        |                        |                        |                                                                        |                        |                        |                        | |                        |                        |  | |  |  |  |

### Сортаикультивары

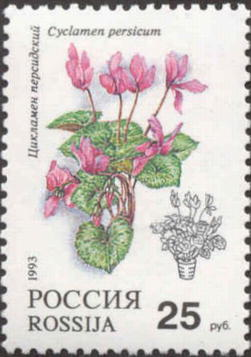
Почтовая марка

В культуре имеются как растения нормального роста, так и карликовые растения с душистыми цветками на цветоносах высотой всего несколько сантиметров.
Стандартные сорта (высота 30 см):
- Линия Triumph: Крупные, многочисленные цветки, декоративные листья.
- Линия Rex: Компактные растения, листья с мраморным серебристым рисунком.
- Линия Decora: Ценится за пастельную (лососёвая, бледно-лиловая и т. д.) окраску цветков, листья с мраморным серебристым рисунком.
- Линия Swetheart: Разнообразные по окраске душистые цветки, листья с серебристым рисунком.
- Линия Firmament: Крупные цветки, ценится за раннее цветение.
- Линия Ruffled: Лепестки с волнистыми краями.

Средневысокие формы (высота 22 см):
- Линия Turbo/Laser: Компактные и быстрорастущие растения, могут иметь до 35 цветков одновременно.

Низкорослые формы (высота до 15 см):
- Линия Mirabelle: Мелкие листья, широкая гамма окраски.
- Линия Tiny Mites: Самые маленькие растения из всех — изящные цветки в широкой цветовой гамме.
- Линия Puppet: Душистые цветки.
- Линия Kaori: Душистые цветки с яркой серединой.